# Tetrernia
Tetrernia là một chi bướm đêm thuộc họ Crambidae.

## Species
- Tetrernia terminitis Meyrick, 1890
- Tetrernia tetrommata Hampson, 1906